# Erromintxela
Erromintxela es el nombre que recibe el habla eusquérica de los gitanos que viven en Euskal Herria (buhameak o ijitoak). Es una forma criollizada del romaní, con grandes influencias léxicas del euskera. Además, el grupo humano que lo habla también es denominado erromintxela. Este grupo étnico, usualmente considerado parte del pueblo gitano, vive en las provincias de Vizcaya, Álava, Guipúzcoa y Navarra en España, y en Labort y las zonas montañosas de Sola en Francia.

## Descripción lingüística
El estudio de este dialecto del romaní comenzó el año 1885. Y en 1921 lo estudiaron Berraondo y Oiarbide. En la actualidad se han realizado diferentes estudios lingüísticos sobre el erromintxela, entre ellos el "Estudio socio lingüístico del erromintxela" promovido y realizado por la asociación cultural gitana Kale Dor Kayiko, ubicada en el País Vasco, de la mano de la Academia de la Lengua Vasca Euskaltzandia y el Departamento de Euskera de la UPV (Universidad del País Vasco), año 1995-1996.

### Léxico
- Madre: batia
- Padre: batoa
- Cabeza: keroa
- Mano: basta
- Pierna: pindrua
- Nombre: txipa
- Casa: kera
- Tienda: mertxa
- Grande: baroa
- Pequeño: txinoa
- Bonito: pukerra
- Bueno: latxoa
- Agua: pañia
- Leche: xute
- Vino: mola
- Caca: fula
- Perro/Policía: txukela
- Gato: txitxaia
- Trabajar: kurratu
- Pedir: mangatu
- Amar: piratu
- Beber: piautu
- Ir: najel egin
- Ver: dikelatu
- Hacer: kerau